# Junonia almana
Junonia almana е вид пеперуда от семейство Многоцветници (Nymphalidae). Видът не е застрашен от изчезване.

## Разпространение и местообитание
Разпространен е във Виетнам, Източен Тимор, Индия, Индонезия (Бали, Калимантан, Малки Зондски острови, Сулавеси, Суматра и Ява), Камбоджа, Китай, Лаос, Малайзия (Западна Малайзия, Сабах и Саравак), Мианмар, Провинции в КНР, Сингапур, Тайван, Тайланд, Филипини и Шри Ланка.
Обитава гористи местности, градини и плантации.

## Описание
Популацията на вида е стабилна.